# Richard Malka
Pour les articles homonymes, voir Malka.
Richard Malka est un avocat français connu notamment pour être l'avocat de l'hebdomadaire satirique Charlie Hebdo. Il est notamment essayiste, scénariste de bandes dessinées et romancier.

## Biographie

### Origines
Richard Malka, né le 6 juin 1968 à Paris, est issu d'un milieu populaire : son père était couturier au SMIC, sa mère femme au foyer. 
Sa famille est d'origine juive séfarade originaire du Maroc,.

### Avocat
Richard Malka confie : « J’ai fait du droit par hasard puis, étudiant en faculté, je n’ai jamais voulu être avocat mais plutôt journaliste ».
Il commence sa carrière en 1992 dans l'ancien cabinet de Georges Kiejman. Il est aussitôt chargé du dossier Charlie Hebdo, lors de la relance du titre. Sept ans plus tard, en 1999, il crée son propre cabinet.

#### Débats de société
Il est intervenu dans de nombreux procès et débats en lien avec la liberté d'expression et la laïcité.
Missionné par le Syndicat national de l'édition (SNE) pour défendre le droit des auteurs face aux projets de réformes européennes, il publie en septembre 2015 un livret traduit en plusieurs langues, intitulé La gratuité, c'est le vol - 2015 : la fin du droit d'auteur ?.
Les éditions Grasset publient en 2019 un recueil des plaidoiries prononcées par Richard Malka et Georges Kiejman en défense de Charlie Hebdo dans le procès des caricatures de Mahomet, sous le titre Éloge de l'irrévérence,.

#### Affaires politiques
Richard Malka a été l'avocat de Marek Halter et de son épouse en 2011 dans l'affaire du Mur pour la Paix. À ce titre, il échoue à faire condamner Rachida Dati (défendue par Olivier Metzner) pour diffamation, la Cour de cassation cassant sans renvoi l'arrêt de condamnation de la Cour d'appel de Paris.
Richard Malka a été l'avocat de la société Clearstream (société de compensation installée au Luxembourg) durant l'affaire Clearstream 1, contre le journaliste Denis Robert, qui avait mené une longue enquête mettant en évidence des pratiques illégales couvrant des opérations de blanchiment. Sa défense de Clearstream, qui avait attaqué Denis Robert pour diffamation et a été finalement débouté, lui a valu plusieurs critiques[source insuffisante].
Il défend le Premier ministre Manuel Valls face à Dieudonné et, en 2015 lors du procès intenté à l'humoriste.
En février 2020, Richard Malka est l'avocat de Benjamin Griveaux dans le cadre d'une affaire d'atteinte à la vie privée, une vidéo a caractère sexuel de son client étant diffusée.

#### Affaire sanitaire
En février 2023, Richard Malka est l'avocat d'un avocat attaqué pour diffamation par le laboratoire Laborizon Biorylis, membre du réseau Biogroup, pour avoir accusé ce dernier de pratiquer des tests « peu fiables » comme de véritables tests salivaires, afin d’en obtenir le remboursement. Cette plainte fait l'objet d'une ouverture d'une enquête préliminaire par le pôle santé publique du parquet de Paris,.

#### Affaires religieuses

##### Fait religieux dans l'entreprise privée
En décembre 2010, il a défendu la crèche Baby Loup, obtenant du conseil de prud'hommes la validation du licenciement d’une salariée voilée. Cette affaire a eu un retentissement considérable comme étant un symbole et une victoire de la laïcité.
L’avocat obtient de la cour d'appel de Paris qu'elle résiste à une première décision défavorable de la chambre sociale de la Cour de cassation. Par arrêt du 25 juin 2014, l'assemblée plénière de la Cour de cassation finit par donner définitivement raison à la crèche, mais sans reprendre le raisonnement de la cour d'appel de Paris, refusant la notion en l'espèce « d'entreprise de conviction ».

##### Frères musulmans
En 2016, il est l'avocat de Mohamed Louizi, auteur du livre Pourquoi j'ai quitté les Frères musulmans et obtient sa relaxe par le tribunal de Nanterre alors qu'il est poursuivi par l'Union des organisations islamiques de France,,,,.
En juin 2019, il obtient la relaxe de la journaliste Isabelle Kersimon, accusée de diffamation pour avoir questionné la fiabilité des statistiques du CCIF sur l’islamophobie et souligné les liens du collectif avec les Frères musulmans.

##### Affaire Mila
En 2020, il est l'avocat de Mila, une adolescente de 16 ans harcelée sur les réseaux sociaux pour avoir critiqué l'islam dans une vidéo, et signe une tribune en défense du droit au blasphème,,.

#### Personnalités publiques et intellectuelles
Richard Malka a également été l'avocat du nutritionniste Jean-Michel Cohen dans le procès l'opposant au docteur Pierre Dukan en 2011.
En septembre 2010, il obtient la relaxe de son confrère Georges Kiejman dont il assurait la défense et qui était poursuivi dans le cadre de l’affaire Bettencourt pour diffamation par Olivier Metzner et Françoise Bettencourt Meyers.
En juillet 2012, il défend les journalistes Caroline Fourest et Fiammetta Venner pour leur biographie de Marine Le Pen alors qu'elles sont poursuivies par Marine et Jean-Marie Le Pen ainsi que par le Front national. C. Fourest et F. Venner obtiennent une relaxe partielle (dix passages sur quatorze poursuivis ne sont pas jugés diffamatoires par la 17e chambre du tribunal de grande instance de Paris), mais sont condamnées à 800 euros d'amende (avec sursis pour Caroline Fourest), à 3 300 euros de dommages et intérêts et 1 000 euros au titre des frais de justice,. Richard Malka a également défendu Caroline Fourest dans son procès contre Rabia Bentot, une jeune fille voilée dont l'agression avait été mise en doute par la journaliste. Il gagne définitivement le procès le 31 août 2016.
L’ancien directeur général du FMI, Dominique Strauss-Kahn, et son épouse Anne Sinclair l’ont également désigné pour assurer la défense de leur vie privée contre cinq médias,. En juin 2015, il obtient, avec ses confrères Henri Leclerc et Frédérique Beaulieu, la relaxe de Dominique Strauss-Kahn dans l'affaire du Carlton de Lille.
En 2014, au nom de Carla Bruni, il obtient la condamnation de Patrick Buisson, ancien conseiller de Nicolas Sarkozy, pour avoir procédé à des enregistrements illicites.
En 2015, Richard Malka intervient dans le cadre du procès de l'homme d'affaires Beny Steinmetz contre Le Canard Enchaîné. En 2016, il défend l'essayiste français Pascal Bruckner poursuivi en diffamation à la suite de propos concernant les deux associations Indigènes de la République et Les Indivisibles qui sont selon lui, « complices idéologiques » des terroristes. Il gagne les deux procès.
En 2016, il est l’avocat de Martin d’Orgeval, compagnon de François-Marie Banier, tous deux accusés d’abus de faiblesse dans le cadre de l’affaire Bettencourt. Le 24 mai 2016, au cours du procès en appel, il livre une plaidoirie « abrasive » remarquée,. Martin d’Orgeval est condamné à 18 mois de prison avec sursis et à 150 000 euros d'amende.
En 2017, il défend Amina Friloux, accusée d'empoisonnement.
En 2018, il fait interdire d'accès un site d'extrême droite.
En 2019, il obtient la condamnation d’Alain Soral à un an de prison ferme par le tribunal de Bobigny, pour injure raciale, provocation et incitation à la haine raciale, en raison des injures et des propos antisémites tenus contre une magistrate.
La même année, il est l'avocat du guide Michelin dans le procès intenté par le chef Marc Veyrat à la suite de la perte de sa troisième étoile, lequel est débouté de son action.
Il défend également Christine Angot en 2019, victime de tags antisémites dans le cadre de sa participation à un festival littéraire.
En 2022, il défend le milliardaire monégasque Patrice Pastor, soupçonné d'être le commanditaire d'une campagne de déstabilisation de l’État de Monaco sur fond de rivalités immobilières.

#### Médias
Richard Malka est avocat du journal Charlie Hebdo depuis 1992 et très proche des membres de sa rédaction. Son premier procès concerne d'ailleurs un dessin de Riss sur Caroline de Monaco. Il est également l'avocat des groupes radiophoniques NRJ et Beur FM, de la maison d'édition l'Association, des éditions Le Cherche midi, des journaux Metro et Entrevue, de nombreux journalistes (dont Philippe Cohen), des agences de presse françaises Tony Comiti Productions et Tac-Presse, de même que des productions Doc en Stock, etc.
En 2007, il obtient la relaxe de Charlie Hebdo avec Me Kiejman dans le très médiatisé procès dit des caricatures de Mahomet. Le journal satirique était accusé d’injure publique envers les musulmans.
Il est un des participants principaux du film C'est dur d'être aimé par des cons qui retrace le procès des caricatures (sélection officielle Cannes 2008).
En 2010, il prend parti contre l’émission Les Infiltrés au cours de laquelle des journalistes dénoncent des pédophiles à la police.
En 2013, pour protester contre une proposition de loi visant à pénaliser les clients de prostituées, il est signataire du « manifeste des 343 salauds » paru dans le journal Causeur, aux côtés d'autres personnalités comme Nicolas Bedos, Frédéric Beigbeder ou Éric Zemmour. Les signataires y revendiquent leur recours passé à la prostitution et le droit de continuer à recourir à celle-ci[réf. nécessaire].
En janvier 2015, il s'implique pour défendre Charlie Hebdo après l'attentat, qui a coûté la vie à douze citoyens, dont huit membres de la rédaction du journal, les dessinateurs Cabu, Charb, Honoré, Tignous et Wolinski, la psychanalyste Elsa Cayat, l'économiste Bernard Maris, le correcteur Mustapha Ourrad, le policier Franck Brinsolaro, qui assurait la protection de Charb et Michel Renaud, cofondateur du festival Rendez-vous du carnet de voyage, invité à assister à la conférence de rédaction. Il aide aussi à la reconstruction du journal.
Avocat de Charlie Hebbo, il envoie une lettre recommandée à la société éditrice Sonora Media s'opposant à un projet de publication de Charpie Hebdo, un journal qui aurait pastiché Charlie Hebdo un mois après l'attentat. Stéphane de Rosnay, journaliste satiriste, commente : « "Charlie Hebdo" contre la liberté de la presse […]. Malka censure un pastiche. »
Il plaide pour Charlie Hebdo lors des procès concernant l'attentat, en première instance en 2020, et en appel en 2022. Notamment, en 2022, sa plaidoirie finale veut démontrer que ceux qui ont affirmé vouloir « appliquer le Coran à la lettre » l'ont en réalité interprété à leur manière.

## Scénariste de bandes dessinées

### Travaux
Il scénarise en 2004 une saga dessinée par Paul Gillon, L'Ordre de Cicéron. Il lance aussi une autre série, Section financière, avec Andrea Mutti.
En 2006, il est coauteur du livre La Face karchée de Sarkozy, avec le journaliste Philippe Cohen et le dessinateur Riss, ouvrage dont les ventes atteignent 200 000 exemplaires.
En 2011, il reprend le scénario des Pieds Nickelés avec Ptiluc et Luz, et publie une saga de science-fiction avec Juan Giménez.
En 2016, il publie avec Riss et Saïd Mahrane La Face crashée de Marine Le Pen.

### La Vie de Palais(2014)
En octobre 2014, il publie la bande dessinée La Vie de Palais, illustrée par Catherine Meurisse. L'album se penche sur la justice, sur le métier d'avocat et sur « les coulisses du métier », à travers le personnage de Jessica Chaillette, « jeune avocate exploitée par son patron, mal payée, qui attend vainement la gratitude de ses clients. » Pour Libération, « ses aventures éclairent splendeurs et misères du métier et de la justice. Dans leur jolie et maligne bande dessinée, les deux auteurs atteignent l’objectif osé de faire rire tout en transmettant nombre d’informations fort utiles sur le fonctionnement judiciaire », le tout ponctué de « blagues acides ».

## Romancier
- Tyrannie (2018)
- Le voleur d'amour (2021) : Adrian van Gott est un collectionneur d’art sans âge dont nul ne connaît la fortune[64].

## Affaire judiciaire

### Procès contre Dieudonné
Dans le cadre de sa défense de Manuel Valls face à Dieudonné, il affirme que la place de celui-ci est « dans un asile ». Condamné en première instance pour injure publique en juillet 2016, il est finalement relaxé en appel en juillet 2017.

## Publications

### Albums
- L'Ordre de Cicéron, avec Paul Gillon (tomes 1 à 3) et Jean-Michel Ponzio (tome 4), Éditions Glénat, coll. « Caractère » :
  - 2004 : Le Procès
  - 2006 : Mis en examen
  - 2009 : Le Survivant
  - 2012 : Verdicts
- Section financière, avec Andrea Mutti, Éditions Vents d'Ouest, coll. « Turbulences » :
  - 2006 : Corruption
  - 2007 : Délit d'initié
  - 2008 : Neuro-terrorisme
  - 2012 : Paradis artificiels
- PULSIONS, coscénarisé avec Éric Corbeyran, dessiné par Defali, Éditions 12bis :
  - 2008 : Tome I (Hugo)
  - 2010 : Tome II (Camille)
- Les Z, avec Volante, Éditions 12bis :
  - 2010 : Tome 1 (Setif-Paris)  (ISBN 978-2356480484)
- Segments, avec Juan Gimenez, Éditions Glénat, coll. « Grafica » :
  - 2011 : Tome 1 (Lexopolis)  (ISBN 978-2723473729), préface de Claude Lanzmann
  - 2012 : Tome 2 (Voluptide)  (ISBN 978-2723489348), préface de Marek Halter
  - 2014 : Tome 3 (Neo-Sparte)  (ISBN 978-2723497107)
  - 2019 : Intégrale  (ISBN 978-2344031094)
- 2014 : La Vie de palais : il était une fois les avocats… , illustré par Catherine Meurisse, éd. Marabout  (ISBN 978-2501099530)

#### Bandes dessinées politico-humoristiques
- 2006 : La Face kärchée de Sarkozy, avec Philippe Cohen (coscénario) et Riss (dessinateur), Issy-les-Moulineaux : Vents d'Ouest, Paris : Fayard, 155 p.   (ISBN 2-7493-0309-5) Enquête sur Nicolas Sarkozy avant son accession à la présidence de la République lors de l'élection présidentielle de 2007 ; suivi, après son élection, de :
- 2007 : La Face kärchée de Sarkozy, la suite : Sarko 1er, 37 p.   (ISBN 978-2-7493-0400-7)
- 2008 : Rien à branler, supplément au no 828 de Charlie Hebdo (30 avril), 32 p.
- 2008 : Carla et Carlito ou la Vie de château, éd. 12 bis-Fayard, 64 p.   (ISBN 978-2-35648-034-7)
- 2010 : La Pire Espèce, avec Agathe André, Ptiluc et TieKo, Éditions Grasset/Vent d’Ouest, novembre 2010[67]
- 2011 : Les Pieds Nickelés, éd. Vents d’Ouest, avec Ptiluc et Luz,  (ISBN 978-2-7493-0648-3)
- 2016 : La Face crashée de Marine Le Pen, avec Saïd Mahrane (coscénariste) et Riss (dessinateur), Éditions Grasset

### Essais
- 2015 : La gratuité, c'est le vol : 2015, la fin du droit d'auteur ?, Paris, Syndicat national de l'édition  (ISBN 2-909677-80-X)
- 2019 : Éloge de l'irrévérence, avec Georges Kiejman, Paris, Éditions Grasset, 144 p.  (ISBN 978-2-246-81981-3)
- 2021 : Le droit d'emmerder Dieu, Grasset, 92 pages, Plaidoirie  (ISBN 978-2-246-82583-8)
- 2023 : Traité sur l'intolérance, Grasset, 96 pages  (ISBN 978-2-246-83085-6)
- 2025 : Après Dieu, éditions Stock, 213 pages  (ISBN 978-2-234-09723-0)

### Romans
- 2018 : Tyrannie, Paris, éditions Grasset  (ISBN 978-2246858942)[68],[69]
- 2021 : Le Voleur d'amour, Paris, éditions Grasset  (ISBN 978-2246825814)

## Récompenses et distinctions
En 2010, le magazine GQ le classe parmi les 30 personnes les plus influentes des médias en France.
Le 12 février 2022, il reçoit le 31e prix du Livre politique pour son ouvrage Le droit d’emmerder dieu, décerné par un jury composé de journalistes présidé par l'historien Pascal Ory, et remis par le président de l'Assemblée nationale Richard Ferrand.